# 립덥
립덥(Lip dub)은 립싱크와 더빙을 합쳐서 만든 조어로서 참가자들이 노래를 립싱크처럼 부르고 영상을 촬영 후 나중에 오디오 부분은 원곡을 덮어써서 만드는 동영상을 말한다.
일종의 간단한 뮤직 비디오와도 비슷한 형태이며 대개 카메라가 참가자들을 따라 지속적으로 이동하며 편집없이 한 번에 찍는 형태로 구성되는 경우가 많다.
주로 젊은 사람들(대학생 등)이 많이 참여하여 만들고 있으며 유튜브 등에도 관련 영상들이 많이 생성되고 있다.

## 기원
Vimeo라는 회사의 창립자중 한 명인 Jake Rodwick이 2006년 12월 14일 'Lip Dubbing: Endless Dream'이라는 제목으로 다음과 같은 글과 함께 올린 영상을 최초의 립덥으로 보고 있다.
'나는 헤드셋으로 노래를 들으면서 따라부르는 것을 녹음하고 돌아다녔다. 집에 도착해서 iMovie를 열고 원곡의 MP3를 내가 촬영한 비디오에 싱크시켰다. 이런 작업을 부르는 이름이 있나? 만일 없다면 립덥(lip dubbing)이라고 하는건 어떨까?'